# 30307 Marcelriesz
A 30307 Marcelriesz kisbolygó a kisbolygóövben kering. 2000, május 2-án fedezte föl Paul G. Comba. A kisbolygó a nevét Riesz Marcell magyar matematikusról (Riesz Frigyes testvéréről) kapta, aki a svédországi Lund egyetemén kialakult matematikai iskola egyik legkiemelkedőbb alakja volt.

## Külső hivatkozások
- A 30307 Marcelriesz kisbolygó a JPL Small-Body adatbázisában